# Forgács Péter (rendező)
Forgács Péter (névváltozata: Forgách; Budapest, 1970. május 9. –) magyar színházrendező, tanár.

## Életpályája
1990–1994 között a jeruzsálemi Héber Egyetem hallgatója angol irodalom és színháztörténet szakon. 1995–2000 között a Színház- és Filmművészeti Egyetemen tanult színházrendező szakon. 2000–2009 között a Vígszínház rendezője. 
2001-től óraadó tanár a Színház- és Filmművészeti Egyetemen, 2008-tól egyetemi tanársegéd, majd osztályvezető tanár 2022-ig, amikor elbocsátották. 2015-től a Színház- és Filmművészeti Egyetem doktori iskolájának hallgatója volt, 2018-ban DLA fokozatot szerzett (témavezetője: Jákfalvi Magdolna).

## Főbb rendezései
- Werner Herzog – Forgács Péter: Kaspar, Győri Nemzeti Színház, Padlásszínház, 1998
- Jean Genet: Cselédek, Móricz Zsigmond Színház, 2000
- Németh Ákos: Müller táncosai, Színház- és Filmművészeti Egyetem, 2000
- Bertolt Brecht: A jóember, Miskolci Nemzeti Színház, 2000
- Jean Genet: Cselédek, Pesti Színház, 2001
- Federico García Lorca: Vérnász, Móricz Zsigmond Színház, 2001
- Kárpáti Péter: Pájinkás János, Vígszínház, Háziszínpad 2002
- Martin McDonagh: Alhangya, Vígszínház, Háziszínpad, 2002
- Kárpáti Péter: A negyedik kapu, Radnóti Színház, 2003
- Joanna Laurens: Három madár, Móricz Zsigmond Színház, 2003
- Török Sándor: Valaki kopog, Színház- és Filmművészeti Egyetem, 2003
- William Shakespeare: Álom (Szentivánéji), Jókai Színház, Komárom, Szlovákia, 2003
- János vitéz, Pesti Színház, 2004
- Füst Milán: Boldogtalanok, Színház- és Filmművészeti Egyetem, 2004
- Thornton Wilder: Hajszál híján, Móricz Zsigmond Színház, 2005
- Vaszilij Szigarjev: Plasztilin, Színház- és Filmművészeti Egyetem, 2005
- Carlo Gozzi: Turandot , Új Színház, 2005
- Szép Ernő: Lila akác, Pesti Színház, 2006
- Marius von Mayenburg: Haarmann, Vígszínház, Háziszínpad, 2006
- E. T. A. Hoffmann: Az arany virágcserép, Móricz Zsigmond Színház, 2006
- Száz év magány, Vígszínház, 2007
- Kristóf Ágota: fáj, Színház- és Filmművészeti Egyetem, 2007
- Carlos Murillo: Dark play, Vígszínház, 2008
- Ödön von Horváth: Kasimir és Karoline, Móricz Zsigmond Színház, 2008
- Carlo Goldoni: A chioggiai csetepaté, Pesti Színház, 2009
- Bertolt Brecht: Baal, Színház- és Filmművészeti Egyetem, 2009
- Hát akkor itt fogunk élni, Móricz Zsigmond Színház, 2010
- Psyché, Móricz Zsigmond Színház, 2011
- Torsten Buchsteiner: Nordost, Kamra, 2011
- Kiadjamagát, Marosvásárhelyi Művészeti Egyetem, 2016[5]